# Hoděmyšl
Hoděmyšl (dříve též Hodomyšl) je malá vesnice, část obce Sedlice v okrese Příbram ve Středočeském kraji. Nachází se asi 1,5 kilometru jižně od Sedlice. Prochází zde silnice I/18. Je zde evidováno 44 adres. V roce 2011 zde trvale žilo 81 obyvatel.
Hoděmyšl je také název katastrálního území o rozloze 5,69 km². V katastrálním území Hoděmyšl leží i Sedlice.

## Historie
První písemná zmínka o vesnici pochází z roku 1349. Hoděmyšl, jinak Hodomyšl a v některých listinách psaná i Vodomyšl je starobylá ves, nazývaná zřejmě po zakladateli stejného jména. Obec vždy příslušela k rožmitálskému panství a farou patřila ke Starému Rožmitálu. Podle zde dobře známé pověsti tu bydlíval kat a to v č. 17 u Pletánků, dříve u Kaizarů. V tomto stavení se již třikrát našly staré zlaté a stříbrné peníze. Jeden nález byl prodán Národnímu muzeu.

## Obyvatelstvo
| Rok            | 1869 | 1880 | 1890 | 1900 | 1910 | 1921 | 1930 | 1950 | 1961 | 1970 | 1980 | 1991 | 2001 | 2011 | 2021 |
| -------------- | ---- | ---- | ---- | ---- | ---- | ---- | ---- | ---- | ---- | ---- | ---- | ---- | ---- | ---- | ---- |
| Počet obyvatel | 174  | 192  | 181  | 166  | 172  | 193  | 146  | 120  | 129  | 112  | 89   | 87   | 85   | 81   | 113  |
| Počet domů     | 28   | 30   | 30   | 31   | 31   | 31   | 31   | 33   | 33   | 32   | 27   | 34   | 38   | 40   | 43   |

## Obecní správa
Při sčítání lidu v letech 1850–1889 Hoděmyšl byla osadou obce Vranovice v okrese Blatná. V letech 1800–1960 byla samostatnou obcí, se kterým patřila nejprve do okresu Blatná, ale od roku 1960 v okrese Příbram. Od 1. července 1960 do 23. listopadu 1990 byla znovu částí obce Vranovice v okrese Příbram. Od 24. listopadu 1990 je částí obce Sedlice v okrese Příbram.